# Зайцев, Вячеслав Иванович (учёный)
Вячеслав Иванович Зайцев (род. 1940) — умер 15.07.2025. советский и российский партийный деятель и учёный, кандидат экономических наук, профессор.

## Биография
Родился 13 декабря 1940 года в Москве.
В 1958 году окончил среднюю школу и поступил в Московский автодорожный институт, но учиться не стал. Устроился на работу слесарем-механиком на завод, где проработал два года. В сентябре 1960 года был призван в Советскую армию в строительные войска. Отслужив три года, в 1963 году поступил в Московский финансовый институт (МФИ, ныне Финансовый университет при Правительстве РФ), который окончил в 1968 году. Затем поступил в аспирантуру этого же вуза по кафедре «Народнохозяйственное планирование», которую окончил в 1971 году. Защитил кандидатскую диссертацию на тему «Экономико-математические методы и модели в планировании капитальных вложений».
С этого же года работает в МФИ — ассистент, старший преподаватель, доцент, профессор Финансового университета. С октября 1978 года в течение последующих семи лет Вячеслав Зайцев был секретарем партийного комитета МФИ, членом райкома партии и председателем Ревизионной комиссии районной партийной организации.
В октябре 1985 года Зайцев был назначен деканом Кредитно-экономического института МФИ, позже став директором Института кредита Финансовой академии. В. И. Зайцев являлся членом Ученого совета Академии, председателем комиссии по избранию на должности профессорско-преподавательского состава. В течение многих лет он возглавлял Ученый совет по специальности «Финансы и кредит». Под его руководством четыре аспиранта защитили кандидатские диссертации. За время работы в Финансовом университете В. И. Зайцевым опубликованы статьи, брошюры, учебники и учебные пособия, в их числе две главы в учебном пособии «Планирование народного хозяйства» и раздел в учебнике «Стратегическое планирование».
Четверть века: с 1985 по 2010 год Зайцев был деканом кредитно-экономического факультета, директором Института кредита, деканом объединенного факультета «Финансы и кредит». В настоящее время является членом Ученого совета и советником ректора Финансового университета при Правительстве РФ.
За заслуги в подготовке высококвалифицированных специалистов Вячеслав Иванович был награжден орденами «Знак Почета» и Дружбы народов, а также медалями, в числе которых «В ознаменование 850-летия Москвы».